# Saison 1991-1992 de la LHJMQ
Saison précédente Saison suivante
La saison 1991-1992 est la vingt-troisième saison de hockey sur glace de la Ligue de hockey junior majeur du Québec. Le Collège français de Verdun termine la saison régulière au premier rang du classement général, remportant ainsi le trophée Jean-Rougeau et il remporte aussi la Coupe du président en battant en finale les Draveurs de  Trois-Rivières.

## Contexte
Le Collège français de Longueuil déménage à Verdun pour devenir le Collège français de Verdun. La ligue inaugure la coupe Molson, remise à la recrue de l'année, en complément du trophée Michel-Bergeron et du trophée Raymond-Lagacé.

## Saison régulière

### Classement
| Clt | Équipe                      | PJ | V  | D  | N | BP  | BC  | Pts |
| --- | --------------------------- | -- | -- | -- | - | --- | --- | --- |
| 1   | Draveurs de Trois-Rivières  | 70 | 45 | 21 | 4 | 333 | 221 | 94  |
| 2   | Cataractes de Shawinigan    | 70 | 37 | 27 | 6 | 279 | 273 | 80  |
| 3   | Saguenéens de Chicoutimi    | 70 | 31 | 33 | 6 | 279 | 304 | 68  |
| 4   | Voltigeurs de Drummondville | 70 | 28 | 39 | 3 | 285 | 319 | 59  |
| 5   | Harfangs de Beauport        | 70 | 25 | 40 | 5 | 257 | 298 | 55  |
| 6   | Tigres de Victoriaville     | 70 | 16 | 52 | 2 | 243 | 388 | 34  |

| Clt | Équipe                     | PJ | V  | D  | N | BP  | BC  | Pts |
| --- | -------------------------- | -- | -- | -- | - | --- | --- | --- |
| 1   | Collège français de Verdun | 70 | 48 | 17 | 5 | 350 | 233 | 101 |
| 2   | Olympiques de Hull         | 70 | 41 | 24 | 5 | 331 | 259 | 87  |
| 3   | Titan de Laval             | 70 | 38 | 27 | 5 | 306 | 276 | 81  |
| 4   | Laser de Saint-Hyacinthe   | 70 | 35 | 28 | 7 | 332 | 274 | 77  |
| 5   | Bisons de Granby           | 70 | 25 | 42 | 3 | 291 | 355 | 53  |
| 6   | Lynx de Saint-Jean         | 70 | 24 | 43 | 3 | 250 | 336 | 51  |

- En gras et en italique : champion de la saison régulière
- En gras : champion de division
- En italique : qualifié pour les séries éliminatoires

### Meilleurs pointeurs
Les trois meilleurs marqueurs de la ligue sont tous des coéquipiers de trio du Laser de Saint-Hyacinthe : l'ailier gauche Patrick Poulin termine meilleur pointeur de la ligue, l'ailier droit Martin Gendron termine deuxième, remporte le trophée Frank-J.-Selke et la Coupe Telus - Offensif et enfin le centre Charles Poulin termine troisième et remporte le trophée Michel-Brière et le trophée du joueur de l'année de la LCH.
| Joueur           | Équipe                 | PJ | B  | A  | Pts | Pun |
| ---------------- | ---------------------- | -- | -- | -- | --- | --- |
| Patrick Poulin   | Saint-Hyacinthe        | 56 | 52 | 86 | 138 | 58  |
| Martin Gendron   | Saint-Hyacinthe        | 69 | 71 | 66 | 137 | 45  |
| Charles Poulin   | Saint-Hyacinthe        | 68 | 38 | 97 | 135 | 113 |
| Hughes Mongeon   | Granby et Laval        | 62 | 53 | 77 | 130 | 35  |
| Hugo Proulx      | Drummondville          | 66 | 45 | 79 | 124 | 82  |
| Marc Rodgers     | Granby et Verdun       | 65 | 44 | 76 | 120 | 109 |
| Robert Guillet   | Verdun                 | 67 | 56 | 62 | 118 | 104 |
| Carl Boudreau    | Trois-Rivières         | 69 | 47 | 68 | 115 | 71  |
| Alexandre Daigle | Victoriaville          | 66 | 35 | 75 | 110 | 63  |
| Éric Bellerose   | Hull et Trois-Rivières | 70 | 44 | 65 | 109 | 133 |

## Séries éliminatoires
Les quatre meilleures équipes de chaque division jouent les séries éliminatoires à l'issue desquelles l'équipe vainqueur remporte la Coupe du président.
|  | Quarts de finale      | Quarts de finale            | Quarts de finale           | Quarts de finale           |                            |                            | Demi-finales      | Demi-finales      | Demi-finales      | Demi-finales      |  |  | Finale               | Finale               | Finale               | Finale               |
|  |                       |                             |                            |                            |                            |                            |                   |                   |                   |                   |  |  |                      |                      |                      |                      |
|  | Du 31 mars au 8 avril | Du 31 mars au 8 avril       | Du 31 mars au 8 avril      | Du 31 mars au 8 avril      |                            |                            | Du 12 au 22 avril | Du 12 au 22 avril | Du 12 au 22 avril | Du 12 au 22 avril |  |  | Du 26 avril au 5 mai | Du 26 avril au 5 mai | Du 26 avril au 5 mai | Du 26 avril au 5 mai |
|  | Du 31 mars au 8 avril | Du 31 mars au 8 avril       | Du 31 mars au 8 avril      | Du 31 mars au 8 avril      |                            |                            | Du 12 au 22 avril | Du 12 au 22 avril | Du 12 au 22 avril | Du 12 au 22 avril |  |  | Du 26 avril au 5 mai | Du 26 avril au 5 mai | Du 26 avril au 5 mai | Du 26 avril au 5 mai |
|  | L1                    | Collège français de Verdun  | 4                          | 4                          |                            |                            | Du 12 au 22 avril | Du 12 au 22 avril | Du 12 au 22 avril | Du 12 au 22 avril |  |  | Du 26 avril au 5 mai | Du 26 avril au 5 mai | Du 26 avril au 5 mai | Du 26 avril au 5 mai |
|  | L1                    | Collège français de Verdun  | 4                          | 4                          |                            |                            | Du 12 au 22 avril | Du 12 au 22 avril | Du 12 au 22 avril | Du 12 au 22 avril |  |  | Du 26 avril au 5 mai | Du 26 avril au 5 mai | Du 26 avril au 5 mai | Du 26 avril au 5 mai |
|  | L4                    | Laser de Saint-Hyacinthe    | 2                          | 2                          |                            |                            | Du 12 au 22 avril | Du 12 au 22 avril | Du 12 au 22 avril | Du 12 au 22 avril |  |  | Du 26 avril au 5 mai | Du 26 avril au 5 mai | Du 26 avril au 5 mai | Du 26 avril au 5 mai |
|  | L4                    | Laser de Saint-Hyacinthe    | 2                          | 2                          | Collège français de Verdun | Collège français de Verdun | 4                 | 4                 |                   |                   |  |  | Du 26 avril au 5 mai | Du 26 avril au 5 mai | Du 26 avril au 5 mai | Du 26 avril au 5 mai |
|  | Du 31 mars au 9 avril |                             |                            |                            | Collège français de Verdun | Collège français de Verdun | 4                 | 4                 |                   |                   |  |  | Du 26 avril au 5 mai | Du 26 avril au 5 mai | Du 26 avril au 5 mai | Du 26 avril au 5 mai |
|  |                       |                             | Cataractes de Shawinigan   | Cataractes de Shawinigan   | 2                          | 2                          |                   |                   |                   |                   |  |  | Du 26 avril au 5 mai | Du 26 avril au 5 mai | Du 26 avril au 5 mai | Du 26 avril au 5 mai |
|  | L2                    | Olympiques de Hull          | Cataractes de Shawinigan   | Cataractes de Shawinigan   | 2                          | 2                          | 2                 | 2                 |                   |                   |  |  | Du 26 avril au 5 mai | Du 26 avril au 5 mai | Du 26 avril au 5 mai | Du 26 avril au 5 mai |
|  | L2                    | Olympiques de Hull          | Du 12 au 17 avril          |                            |                            |                            | 2                 | 2                 |                   |                   |  |  | Du 26 avril au 5 mai | Du 26 avril au 5 mai | Du 26 avril au 5 mai | Du 26 avril au 5 mai |
|  | L3                    | Titan de Laval              | 4                          | 4                          |                            |                            |                   |                   |                   |                   |  |  | Du 26 avril au 5 mai | Du 26 avril au 5 mai | Du 26 avril au 5 mai | Du 26 avril au 5 mai |
|  | L3                    | Titan de Laval              | 4                          | 4                          | Collège français de Verdun | Collège français de Verdun | 4                 | 4                 |                   |                   |  |  |                      |                      |                      |                      |
|  | Du 31 mars au 5 avril |                             |                            |                            | Collège français de Verdun | Collège français de Verdun | 4                 | 4                 |                   |                   |  |  |                      |                      |                      |                      |
|  |                       |                             | Draveurs de Trois-Rivières | Draveurs de Trois-Rivières | 3                          | 3                          |                   |                   |                   |                   |  |  |                      |                      |                      |                      |
|  | D1                    | Draveurs de Trois-Rivières  | Draveurs de Trois-Rivières | Draveurs de Trois-Rivières | 3                          | 3                          | 4                 | 4                 |                   |                   |  |  |                      |                      |                      |                      |
|  | D1                    | Draveurs de Trois-Rivières  |                            |                            |                            |                            |                   |                   |                   |                   |  |  |                      |                      |                      |                      |
|  | D4                    | Voltigeurs de Drummondville | 0                          | 0                          |                            |                            |                   |                   |                   |                   |  |  |                      |                      |                      |                      |
|  | D4                    | Voltigeurs de Drummondville | 0                          | 0                          | Draveurs de Trois-Rivières | Draveurs de Trois-Rivières | 4                 | 4                 |                   |                   |  |  |                      |                      |                      |                      |
|  | Du 30 mars au 6 avril |                             |                            |                            | Draveurs de Trois-Rivières | Draveurs de Trois-Rivières | 4                 | 4                 |                   |                   |  |  |                      |                      |                      |                      |
|  |                       |                             | Titan de Laval             | Titan de Laval             | 0                          | 0                          |                   |                   |                   |                   |  |  |                      |                      |                      |                      |
|  | D2                    | Cataractes de Shawinigan    | Titan de Laval             | Titan de Laval             | 0                          | 0                          | 4                 | 4                 |                   |                   |  |  |                      |                      |                      |                      |
|  | D2                    | Cataractes de Shawinigan    |                            |                            |                            |                            |                   | 4                 |                   |                   |  |  |                      |                      |                      |                      |
|  | D3                    | Saguenéens de Chicoutimi    | 0                          | 0                          |                            |                            |                   |                   |                   |                   |  |  |                      |                      |                      |                      |
|  | D3                    | Saguenéens de Chicoutimi    | 0                          | 0                          |                            |                            |                   |                   |                   |                   |  |  |                      |                      |                      |                      |
|  |                       |                             |                            |                            |                            |                            |                   |                   |                   |                   |  |  |                      |                      |                      |                      |

## Équipes d'étoiles
La ligue sélectionne trois équipes d'étoiles dont une pour les recrues.

### Première équipe
- Gardien de but : Jean-François Labbé, Draveurs de Trois-Rivières
- Défenseur gauche : François Groleau, Cataractes de Shawinigan
- Défenseur droit : Yan Arsenault, Collège français de Verdun
- Ailier gauche : Patrick Poulin, Laser de Saint-Hyacinthe
- Centre : Charles Poulin, Laser de Saint-Hyacinthe
- Ailier droit : Martin Gendron, Laser de Saint-Hyacinthe
- Entraîneur : Alain Sanscartier, Cataractes de Shawinigan

### Deuxième équipe
- Gardien de but : Martin Brodeur, Laser de Saint-Hyacinthe
- Défenseur gauche : Benoit Larose, Titan de Laval
- Défenseur droit : Philippe Boucher, Titan de Laval
- Ailier gauche : Yves Sarault, Draveurs de Trois-Rivières
- Centre : Alexandre Daigle, Tigres de Victoriaville
- Ailier droit : Robert Guillet, Collège français de Verdun
- Entraîneur : Alain Vigneault, Olympiques de Hull

### Équipe des recrues
- Gardien de but : Jocelyn Thibault, Draveurs de Trois-Rivières
- Défenseur gauche : Simon Roy, Cataractes de Shawinigan
- Défenseur droit : Michael Gaul, Titan de Laval
- Ailier gauche : Ian McIntyre, Harfangs de Beauport
- Centre : Sébastien Bordeleau, Olympiques de Hull
- Ailier droit : Samuel Groleau, Lynx de Saint-Jean
- Entraîneur : Robert Hartley, Titan de Laval

## Trophées
Trois récompenses collectives et dix-sept individuelles sont décernées.

### Récompenses collectives
- Coupe du président (champions des séries éliminatoires) : Collège français de Verdun
- Trophée Jean-Rougeau (champions de la saison régulière) : Collège français de Verdun
- Trophée Robert-Lebel (meilleure moyenne de buts encaissés) : Draveurs de Trois-Rivières

### Récompenses individuelles
- Trophée Jean-Béliveau (meilleur pointeur) : Patrick Poulin, Laser de Saint-Hyacinthe
- Trophée Jacques-Plante (meilleure moyenne de buts encaissés) : Jean-François Labbé, Draveurs de Trois-Rivières
- Trophée Michel-Bergeron (meilleure recrue offensive) : Alexandre Daigle, Tigres de Victoriaville
- Trophée Frank-J.-Selke (joueur le plus gentilhomme) : Martin Gendron, Laser de Saint-Hyacinthe
- Trophée Michel-Brière (meilleur joueur) : Charles Poulin, Laser de Saint-Hyacinthe
- Trophée Émile-Bouchard (meilleur défenseur) : François Groleau, Cataractes de Shawinigan
- Trophée Guy-Lafleur (meilleur joueur des séries éliminatoires) : Robert Guillet, Collège français de Verdun
- Trophée Michael-Bossy (meilleur espoir) : Paul Brousseau, Olympiques de Hull
- Trophée Raymond-Lagacé (meilleure recrue défensive) : Philippe DeRouville, Collège français de Verdun
- Trophée Marcel-Robert (meilleur étudiant) : Simon Toupin, Harfangs de Beauport
- Trophée Paul-Dumont (personnalité de l'année) : Patrick Poulin, Laser de Saint-Hyacinthe
- Trophée John-Horman (administrateur de l'année) : Claude Lemieux, Laser de Saint-Hyacinthe
- Coupe Telus - Offensif (meilleur joueur offensif de l'année) : Martin Gendron, Laser de Saint-Hyacinthe
- Coupe Telus - Défensif (meilleur joueur défensif de l'année) : Jean-François Labbé, Draveurs de Trois-Rivières
- Plaque Transamerica (meilleur différentiel plus/moins) : Carl Boudreau, Draveurs de Trois-Rivières
- Plaque du Groupe Saint-Clair (meilleur directeur marketing) : Michel Boisvert, Cataractes de Shawinigan
- Coupe Molson (meilleure recrue) : Alexandre Daigle, Tigres de Victoriaville